# JRA競馬博物館
JRA競馬博物館（ジェイアールエーけいばはくぶつかん）は、日本中央競馬会（JRA）が運営する競馬を専門にした展示施設。

## 概要
1985年に日本中央競馬会創立30周年事業の一環として東京競馬場内レストハウスに設置された、顕彰馬の紹介などを行う「メモリアルホール」を拡充する形で、1991年10月26日にオープンした。
東京競馬場（東京都府中市）の敷地内にあり、競馬の誕生から日本の競馬の普及・発展、歴史、競馬開催の舞台裏など、競馬のあらゆる情報といった常設展や、競馬・馬事文化に関する特別展示が随時実施されている。

## 施設
出入口周辺の遊歩道は、東京競馬場と姉妹提携を結ぶエプソム競馬場のコースを象っており「エプソム遊歩道」の愛称がつけられている。
エントランスホールに続いて中庭に沿い、メモリアルホールと映像ホール、ミュージアムパドックとギャラリー、また特別展示室がある。2Fには、展示室・展示室2・展示室3・テーマコーナーとロビーがある。
施設内ではJRA顕彰馬・調教師・騎手顕彰者の功績を讃える展示が行われており、日本中央競馬会（JRA）によって競走馬や競馬関係者が顕彰されることを「殿堂入り」ともいう。顕彰者は当初顕彰馬と共に展示されていたが、増築された2009年より別々に展示されている。
1階
- 馬の学び舎(まなびや) ミュージアム・ホール - サラブレッド・ばん馬・日本在来馬の3頭の馬像による馬種の比較、150インチスクリーンによる映像上映の他企画展も実施。
- ライヴシアター「Thoroughbred」 - 壁面3面・底面1面の4面スクリーンと5.1chサラウンドによる映像展示。
- なりきりジョッキー - 顔写真を登録し8種の勝負服から選んで合成しレースに出走するイメージを展開する。
- 競馬の殿堂 - JRA顕彰馬の肖像画・ブロンズ像・関係資料や顕彰者のブロンズ盾レリーフやプロフィールパネルを展示。当初は「メモリアルホール」としていた。
- ギャラリー・特別展示室 - 春秋の東京競馬場での開催毎に変更する形で特別展を実施。

2階
- 展示室1 - 「競馬の発展-300年ロマンの道のり-」と題して競馬の起源から日本を含む世界各国の競馬の歴史を紹介。
- 展示室2 - 東京競馬場の歴史を紹介する「東京競馬場歴史絵巻」、サラブレッドの一生、発馬機一式、サイアーライン等競馬の様々な側面を紹介。
- 展示室3 - 企画展や特別展会場として使用。当初は「今日の競馬」として現代の競馬事情を紹介した。

過去の展示
- 映像ホール - 300席を設け9面のスクリーンを用いた「サークルビジョンシアター」として全円周映像を上映[1]。馬の学び舎ミュージアム・ホールに転換。
- ミュージアムパドック - 最大8組の来場者に対応した対戦型競馬ゲーム「レーシングシミュレーション」[1]、過去の重賞競走等の映像を再生可能な「重賞競走ビデオボックス」、JRA関係ウェブサイト閲覧用のパソコン、レース映像配信サービス「JRAレーシングビュアー」・レース予想データサービス「JRA-VAN NEXT」端末を設置。ライブシアターThoroughbred・なりきりジョッキーコーナーに転換。

営業
- 10:00～16:00（東京競馬場開催日およびパークウインズ発売日は17:00まで ）。休館日は、1・2・12月においては月・火・金曜日（祝日・振替休日は開館）、3～11月においては月・火曜日（祝日・振替休日は開館し､直後の平日が休館）、また年末年始、その他臨時休館。
- 入場料 - 無料。（ただし、東京競馬開催日は競馬場への入場料200円が必要）
- 専用駐車場 - 平日のみ利用可
- 交通アクセス - 京王電鉄競馬場線府中競馬正門前駅下車徒歩7分、東日本旅客鉄道（JR東日本）南武線、武蔵野線府中本町駅下車徒歩18分